# Las Liebres, Tonaya
Las Liebres är en ort i Mexiko.   Den ligger i kommunen Tonaya och delstaten Jalisco, i den södra delen av landet, 500 km väster om huvudstaden Mexico City. Las Liebres ligger 766 meter över havet och antalet invånare är 188.
Terrängen runt Las Liebres är kuperad åt nordväst, men åt sydost är den platt. Las Liebres ligger nere i en dal. Runt Las Liebres är det mycket glesbefolkat, med 7 invånare per kvadratkilometer. Närmaste större samhälle är San Gabriel, 3,2 km norr om Las Liebres. I omgivningarna runt Las Liebres växer huvudsakligen savannskog.